# Dovga Greblea, Pereiaslav-Hmelnițki
Dovga Greblea (în ucraineană Довга Гребля) este un sat în comuna Hlanîșiv din raionul Pereiaslav-Hmelnițki, regiunea Kiev, Ucraina.

## Demografie
Componența lingvistică a localității Dovga Greblea
     Ucraineană (100%)
Conform recensământului din 2001, toată populația localității Dovga Greblea era vorbitoare de ucraineană (100%).